# Ramsès XI
Ramsès XI fou el darrer faraó de la dinastia XX de l'antic Egipte. Va regnar durant almenys 29 anys i potser més de 30 anys (fins a 33).

## Regnat
Era probablement fill de Ramsès X i de la reina Tyti. Durant el seu regnat l'estat es va disgregar: el gran sacerdot d'Amon a Tebes fou destituït pel rei al començament del seu regnat, amb el suport dels militars vinguts de Núbia a les ordes del virrei Panehesy. També els robatoris a les tombes continuaven. Les fortunes a Egipte van minvar i els dominis asiàtics es van extingir totalment.
L'any 19è el general Herihor (d'origen libi) va haver d'utilitzar l'exèrcit per mantenir l'orde i fou nomenat gran sacerdot d'Amon a Tebes; llavors es va establir un triumvirat amb Herihor com a governant a Tebes i l'Alt Egipte i amb Esmendes, un influent governador del Baix Egipte, que prengué el control de tota aquesta regió; els egipcis van anomenar a aquest període com Whm Mswt, és a dir l'«era del renaixement».
Herihor va acumular poder i títols a costa de Panehesy, el virrei de Núbia, que fou expulsat de Tebes; aquesta rivalitat va originar una guerra civil. Progressivament Herihor va ignorar al faraó al que no va deposar; Herihor va morir al sisè any (any 24è de Ramsès XI) i el va succeir com a gran sacerdot Piankh el seu gendre, el qual va fer almenys una campanya a Núbia per arrabassar aquest govern a Panehesy però els seus esforços foren finalment inútils i Núbia va restar independent.
Inscripcions del seu govern es troben a Memfis (enterrament d'un brau al Serapeum de Saqqara), Abidos (estela de l'any 27è); Karnak (inscripcions) i Aswan (llindar d'una porta)

## Enterrament i successió
Ramsés XI va fer preparar la seva tomba a la Vall dels Reis (KV4), però mai es va acabar i fou enterrat lluny de Tebes, potser a prop de Memfis. La reialesa la va heretar Esmendes I al presidir l'enterrament. Esmendes tenia per capital a Tanis i es va proclamar faraó fundant la dinastia XXI. L'Alt i Mitjà Egipte van restar en mans de Piankhy. Deir al-Medinah fou abandonada perquè la necròpolis reial va canviar de lloc (ara era al Delta). De la seva època són nombrosos papirs i documents (una sèrie de cartes de Ramsès escrites pels escribes Dhutmose, Butehamun i per Piankh, on s'explica la decadència de la dinastia)

## Família
Probablement la seva esposa principal fou Tetamun, mare de la reina Henntaui (esposa de Pinedjem I) que és esmentada en un papir funerari de la seva filla. No hi ha altres referències familiars de Ramsès XI.